# Pol Planas
Pol Planas Pérez (Barcelona, 12 juli 1991) is een Spaanse voormalig voetballer en huidig voetbaltrainer van FC Barcelona Juvenil A.

## Clubcarrière
Planas doorliep de jeugdopleiding van UE Cornellà, waar hij in het seizoen 2009/10 actief was in het Juvenil-team dat uitkwam in de División de Honor Juvenil. In 2010 stroomde hij door naar het eerste elftal van Cornellà, dat uitkwam in de Tercera División. Tussen 2010 en 2014 speelde hij 24 officiële competitiewedstrijden voor het eerste elftal van Cornellà, waarin hij geen doelpunten maakte, maar wel zeven assists gaf. In die periode ontving hij elf gele kaarten en vier rode kaarten.
In de zomer van 2014 maakte Planas de overstap naar AEC Manlleu, eveneens actief in de Tercera División. In het seizoen 2014/15 kwam hij tot twee officiële competitiewedstrijden voor Manlleu. Door blessureproblemen besloot hij in 2015 zijn spelerscarrière te beëindigen en zich volledig te richten op het trainersvak.

## Trainerscarrière
Na zijn  afscheid als speler begon Planas zijn loopbaan als trainer. Tussen 2012 en 2014 was hij actief als jeugdtrainer binnen de jeugdopleiding van RCD Espanyol. Vervolgens werkte hij in het seizoen 2015/16 bij CF Mollet UE, waarna hij in 2016 aan de slag ging bij de jeugdopleiding van FC Barcelona. In zijn eerste jaren bij Barcelona werkte hij als trainer en assistent in verschillende leeftijdscategorieën binnen La Masia.
In oktober 2019 werd hij assistent-trainer van het Barcelona Juvenil B. Na ruim anderhalf jaar als assistent werd Planas op 24 februari 2021 benoemd tot hoofdtrainer van het Cadete B-team (onder 16 jaar). Deze functie bekleedde hij twee seizoenen tot juni 2023. Per 1 juli 2023 promoveerde Planas tot hoofdtrainer van Barcelona Juvenil B. 
Op 12 juni 2025 volgde hij Juliano Belletti op als hoofdtrainer van Barcelona Juvenil A, het hoogste jeugdteam van de club.